# 日吉本町站
日吉本町站（日语：／ Hiyoshi-honchō eki */?）是一個位於神奈川縣橫濱市港北區日吉本町五丁目，屬於橫濱市營地下鐵綠線（4號線）的鐵路車站。車站編號是G09。車站顏色因背後有小而高的樹林等緊貼，因而以鄰近地域的綠色形象而定為若葉色。

## 車站構造
島式月台1面2線地下車站。

### 月台配置
| 月台 | 路線          | 目的地           |
| ---- | ------------- | ---------------- |
| 1    | 綠線（4號線） | 中心北、中山方向 |
| 2    | 綠線（4號線） | 日吉方向         |

## 利用狀況
2016年度的1日平均上下車人次為15,411人。
開業以來的1日平均上下、上車人次推移如下表。
| 年度               | 1日平均 上下車人次 | 1日平均 上車人次 | 來源    |
| ------------------ | ------------------ | ---------------- | ------- |
| 2007年（平成19年） |                    | 13,240           | [ * 1 ] |
| 2008年（平成20年） | 9,151              | 4,796            | [ * 2 ] |
| 2009年（平成21年） | 10,117             | 5,312            | [ * 3 ] |
| 2010年（平成22年） | 11,501             | 6,053            | [ * 4 ] |
| 2011年（平成23年） | 11,939             | 6,262            | [ * 5 ] |
| 2012年（平成24年） | 12,978             | 6,768            | [ * 6 ] |
| 2013年（平成25年） | 13,923             | 7,228            | [ * 7 ] |
| 2014年（平成26年） | 14,405             | 7,461            | [ * 8 ] |
| 2015年（平成27年） | 14,853             | 7,654            |         |
| 2016年（平成28年） | 15,411             | 7,937            |         |

## 歷史
- 2008年3月30日：本站開業。

## 圖集

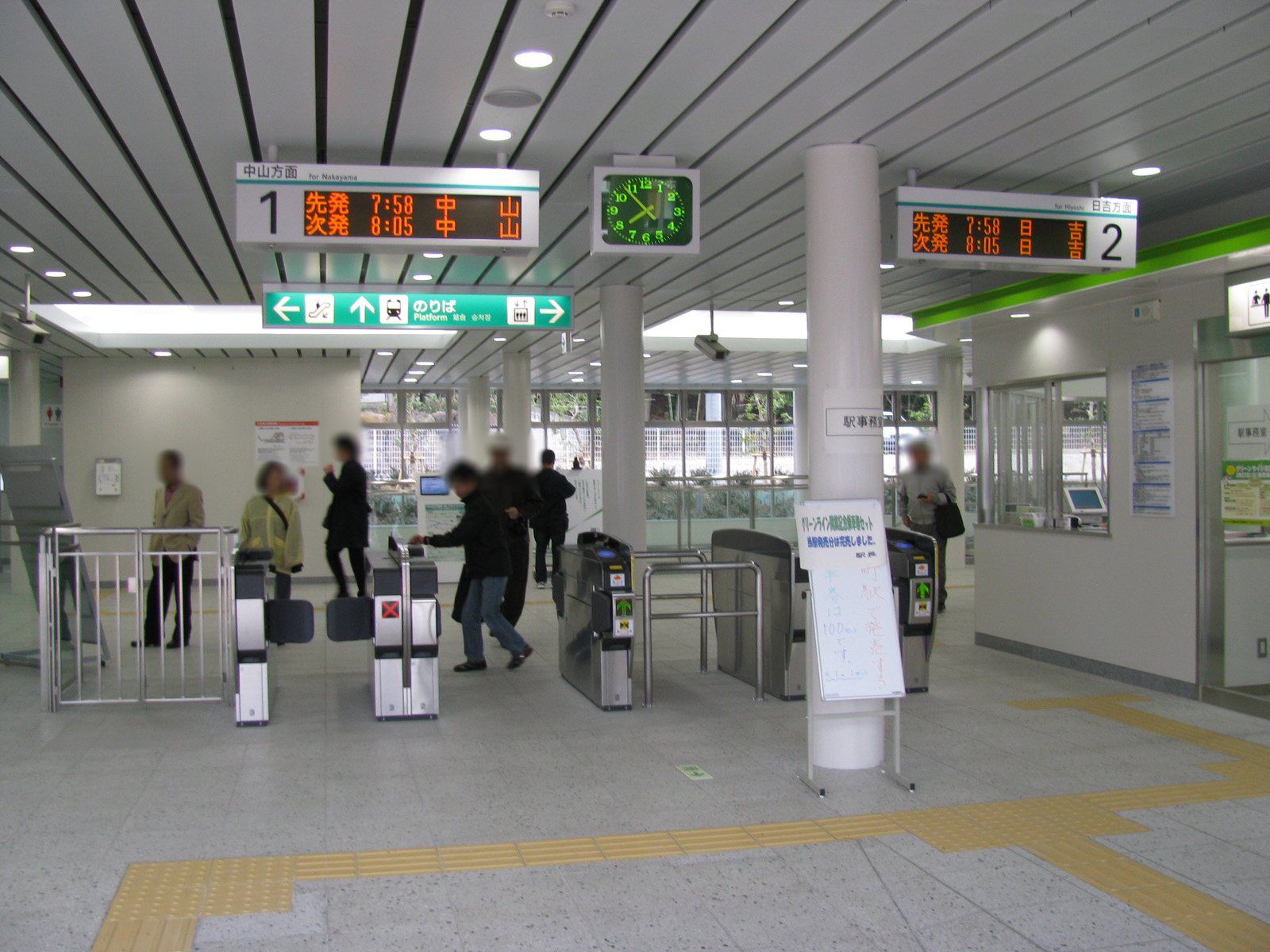
車站檢票口
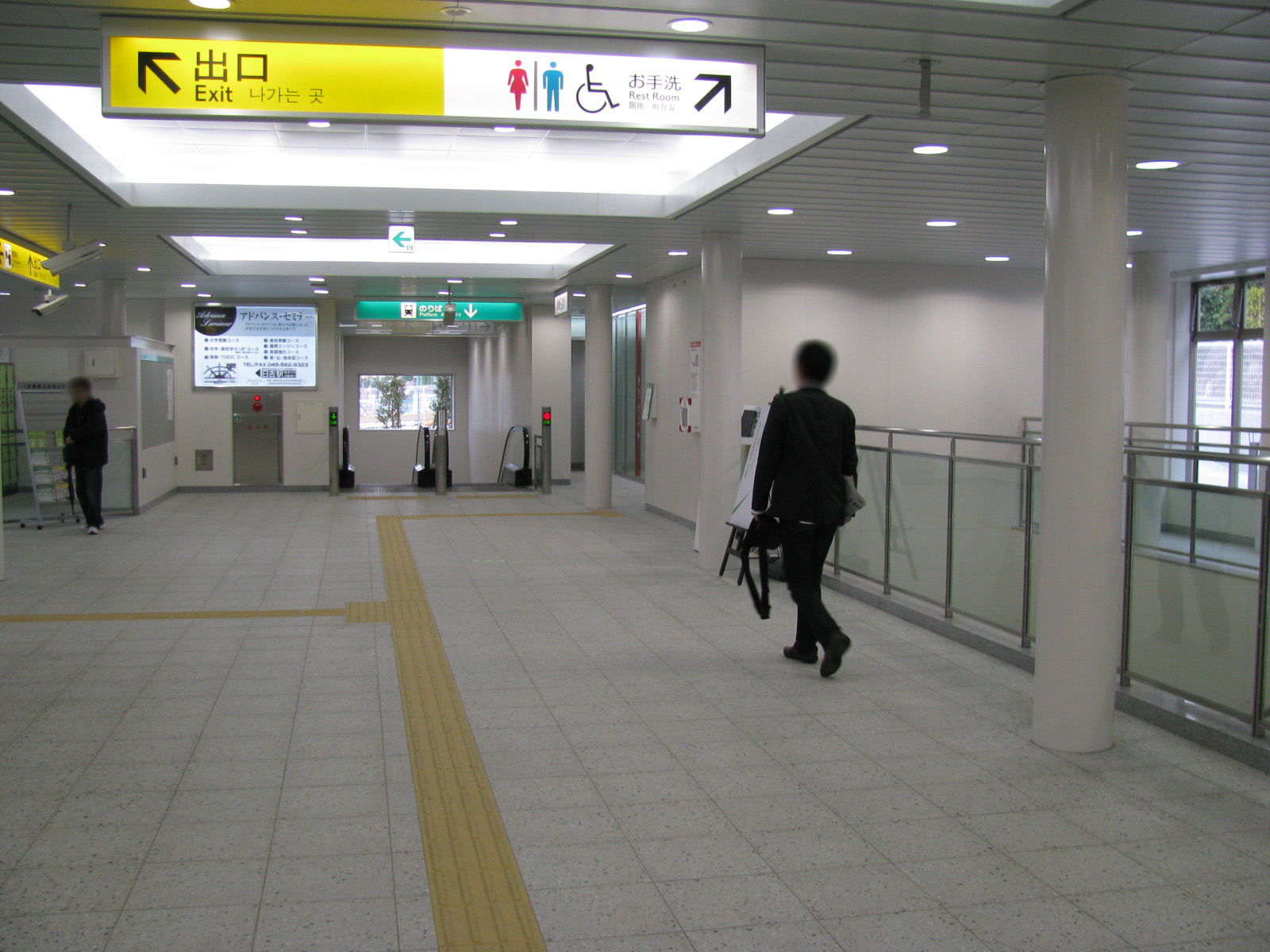
車站通道

## 相鄰車站
橫濱市營地下鐵
 綠線（4號線）
高田（G08）－日吉本町（G09）－日吉（G10）

## 外部連結
- 日吉本町站 （页面存档备份，存于） - 橫濱市交通局